# Тхір
Тхір (Putorius Cuvier, 1817) — підрід хижих ссавців роду Mustela родини Mustelidae.
Включає найбільших представників роду Mustela (sensu lato).
Нерідко розглядається як окремий від Mustela рід хижих (у тому числі й у книжках щодо фауни України).

## Етимологія
Українське тхір (діал. «хір») походить від праслов. *dъхоrь. Первісне значення цього слова — «смердюча тварина», «смердючка» (від *dъхъ — «дух», «неприємний запах», пор. також «тхнути»). Аналогічне походження і фр. putois («дикий тхір») — від старофр. put («смердючий»).

## Відмінності від близьких груп
Від інших підродів і родів відрізняється:
- від підроду Erminea (горностай, ласка) — більшими розмірами і темним черевом
- від підроду норка Lutreola (норка) — темнішим від спини забарвленням черева
- від роду рябих тхорів Vormela (перегузня) — однотонним забарвленням

## Види тхорів
У обсязі фауни України включає два види:
- тхір лісовий, або темний — Mustela (Putorius) putorius
- тхір степовий, або світлий — Mustela (Putorius) eversmanni.

## Як свійська тварина
Тхір одомашнений 2500-3000 років тому. Походження домашнього тхора остаточно не з'ясоване. Поширеною є гіпотеза про європейське походження — від лісового тхора, яку підтверджують філогенетичні дослідження. За іншою з версій, він походить від прирученої форми чорного африканського тхора. Інші припускають, що предками фретки були степові тхори, а одомашнили їх десь у Нижньому Надволжі або Південному Уралі.

## Згадування в літературі
Тхір був згаданий у першому творі І. Котляревського — «Енеїда», написаному сьогочасною українською мовою: 
От тут-то вітри схаменулись
І ну всі драла до нори;
До ляса мов ляхи шатнулись,
Або од їжака тхори.
Полювання тхора згадується Едвіном Джеймсом у книжці, що оповідає про життя Джона Теннера: «Якось … мені закортіло похизуватись своєю сміливістю і я спробував вдавити тхора голіруч — але ледве не позбувся зору. Він оббризкав мені лице їдкою рідиною, що викликала болісне запалення шкіри, яка потім сходила великими шматками.».